# دونا نيلسون (رسامة)
دونا نيلسون (بالإنجليزية: Dona Nelson)‏ هي رسامة أمريكية، ولدت في 1947 في غراند إيسلاند في الولايات المتحدة.